# Alfredo García Heredia
Alfredo García Heredia (Gijón, 19 december 1981) is een professioneel golfer uit Spanje.

## Amateur
Op veertienjarige leeftijd begon Heredia met golf. Van 2000 - 2004 zat hij in de nationale selectie.

#### Gewonnen
- 2001: Spaans Amateur Open Kampioenschap Strokeplay
- 2004: Spaans Amateur Open Kampioenschap Strokeplay, Argentijns Open

#### Teams
- Eisenhower Trophy: 2002, 2004
- St Andrews Trophy: 2002, 2004
- Michael Bonallack Cup: 2002

## Professional
Heredia werd in 2005 professional. Op het Spaans Open in 2008 eindigde hij op de vierde plaats, twee slagen achter winnaar Paul Lawrie. Na enkele vergeefse pogingen haalde hij op de Tourschool van 2008 een spelerskaart voor 2009.

### Gewonnen
- 2014: Tourschool Stage 1 (-11)